# اقلیم شمالگان

نقشه شمالگان. خط قرمز نشان‌دهنده خط هم‌دمای ۱۰ درجه سلسیوس در ماه ژوئیه است و مناطق سفید نشان‌دهنده کمینه گسترش یخ‌های دریا در تابستان ۱۹۷۵ است.

میانگین دمای ژانویه در شمالگان

میانگین دمای ژوئیه در شمالگان

آب‌وهوای شمالگان با ویژگی‌هایی مانند زمستان‌های طولانی و سرد و تابستان‌های کوتاه و خنک شناخته می‌شود. تغییرپذیری و تنوع اقلیم در شمالگان زیاد است اما تمامی مناطق آن حداکثر و حداقل تابش خورشیدی را در تابستان و زمستان تجربه می‌کنند. بخش‌هایی از شمالگان در تمامی طول سال از یخ (یخ دریا، یخچال طبیعی یا برف) پوشیده شده و تقریباً همه بخش‌های شمالگان دوره‌های طولانی از وجود برخی از انواع یخ‌ها در سطح خود را تجربه می‌کنند.
میانگین دمای ژانویه از ۵۴- تا ۰ درجه سلسیوس متغیر است و دمای هوای زمستان در بخش‌های زیادی از شمالگان ممکن است به ۷۰- درجه نیز برسد. میانگین دمای هوا در ژوئیه نیز از ۱۰- تا ۱۰+ درجه سلسیوس متغیر بوده و دمای تابستان در برخی از نقاط به صورت اتفاقی ممکن است از ۳۰ درجه سلسیوس نیز فراتر رود.
شمالگان از اقیانوسی تشکیل شده که تقریباً به‌طور کامل با خشکی‌ها احاطه شده‌است. به همین دلیل آب‌وهوای بیشتر نقاط شمالگان توسط آب دریا که دمای آن هیچ‌گاه به کمتر از ۲- درجه سلسیوس نمی‌رسد، تعدیل می‌شود. در زمستان این آب‌های گرم‌تر با وجود پوشیده‌شدن توسط توده یخ شمالگان، مانع از این می‌شود که قطب شمال به سردترین نقطه در نیم‌کره شمالی تبدیل شود و این امر یکی از دلایلی است که باعث شده جنوبگان بسیار سردتر از شمالگان باشد. در تابستان نیز حضور آب در نزدیکی سواحل، از گرم‌شدن زیاد این نقاط جلوگیری می‌کند. این وضعیت شبیه حالتی است که در مناطق معتدل دارای اقلیم اقیانوسی روی می‌دهد.

## تابش خورشیدی

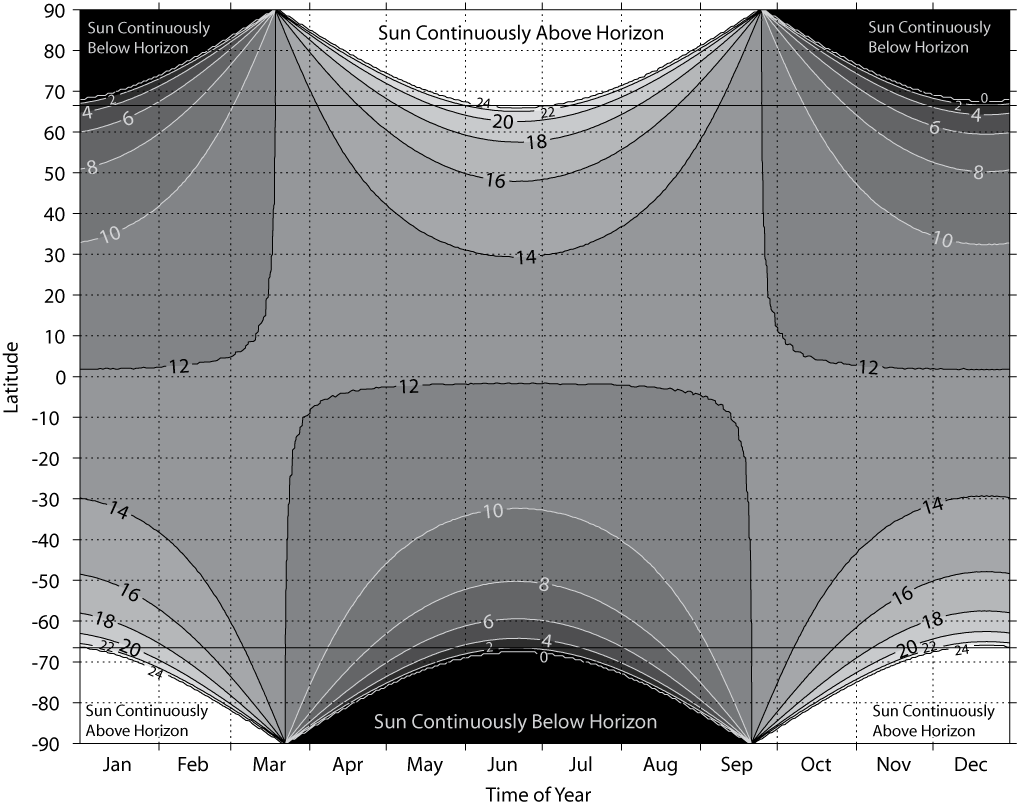
نمودار میانگین دمای ژوئیه در شمالگان

تقریباً همه انرژی موجود در سطح و جو زمین به شکل تابش خورشیدی از خورشید منشأ می‌گیرد. تغییرات در میزان دریافت تابش خورشیدی در نقاط مختلف زمین باعث تنوع آب‌وهوایی می‌شود. عرض جغرافیایی مهم‌ترین عامل تعیین‌کننده میزان دریافت تابش خورشیدی است و با افزایش عرض جغرافیایی از استوا به سمت قطب‌ها، دریافت انرژی خورشیدی کاهش می‌یابد. این وضعیت باعث ایجاد مناطق اقلیمی مشخص در زمین می‌شود.
همچنین در طول روز که توسط فصل‌ها تعیین می‌شود، اثری مشخص بر روی اقلیم دارد. روزهای ۲۴ ساعته که در نزدیک قطب‌ها در فصل تابستان ها دیده می‌شود ناشی از میانگین بلند روزانه شارش خورشیدی است که در این فصل‌ها بر فراز این مناطق در جو زمین روی می‌دهد. در انقلاب تابستانی تابش خورشیدی در بالای جو در قطب شمال به میزان ۳۶.۵٪ بیشتر از مناطق استوایی است. با این حال در شش ماه از سال از اعتدال پاییزی تا اعتدال بهاری قطب شمال هیچ تابش خورشیدی دریافت نمی‌کند.
آب‌وهوای شمالگان به میزان دریافت نور خورشید در سطح زمین نیز بستگی دارد. همچنین مقدار نور جذب‌شده نیز عامل مهمی به‌شمار می‌رود. تغییر در تناوب پوشش ابر می‌تواند تغییرات مشخصی در مقدار دریافت تابش خورشیدی در عرض‌های جغرافیایی یکسان ایجاد کند. تغییر در شرایط سطحی مانند وجود یا عدم وجود برف و یخ دریا نیز می‌تواند باعث تغییر در سپیدایی سطح شود و مقدار تابش خورشیدی رسیده به سطح و جذب‌شده را نسبت به مقدار بازتابیده شده کاهش یا افزایش دهد.

## دما
شمالگان اغلب به صورت منطقه‌ای با یخبندان شدید تصور می‌شود. در حالی که بخش زیادی از شمالگان دماهای بسیار پایین را تجربه می‌کنند، نسبت به موقعیت و فصل در دمای شمالگان تغییرات زیادی وجود دارد. در زمستان در تمام منطقه به جز بخش‌های کوچکی در جنوب دریای نروژ و دریای برینگ که دچار یخبندان نمی‌شوند، میانگین دما زیر صفر است. در تابستان در تمام شمالگان به جز بخش مرکزی حوضه شمالگان و بخش‌های داخلی گرینلند که یخ‌های آنجا در تمام طول سال ذوب نمی‌شوند، دمای هوا بالاتر از دمای یخبندان است.

## بارندگی
در بیشتر نقاط شمالگان بارندگی فقط به شکل باران و برف فرو می‌ریزد. در اغلب نقاط برف شکل غالب بارندگی یا تنها شکل بارندگی در زمستان است، در حالی که در تابستان هم بارش باران و هم برف روی می‌دهد. استثنای مهم نسبت به این حالت کلی، بخش‌های بالایی یخسار گرینلند است که همه بارندگی خود را در تمام فصل‌ها به شکل برف دریافت می‌کند.

## باد
سرعت باد بر روی حوضه شمالگان و مجمع‌الجزایر کانادا به طور میانگین بین ۴ تا ۶ متر در ثانیه (۱۲ تا ۱۴ کیلومتر در ساعت) در تمام فصل‌ها متغیر است. سرعت بادهای قوی‌تر که در زمان توفان می‌وزند به ندرت از ۲۵ متر در ثانیه (۹۰ کیلومتر در ساعت) فراتر می‌رود.